# Bradford megye (Pennsylvania)
Bradford megye az Amerikai Egyesült Államokban, azon belül Pennsylvania államban található. Megyeszékhelye Towanda, legnagyobb városa Sayre. Lakosainak száma 59 967 fő (2020. április 1.). Bradford megye Chemung, Tioga, Susquehanna, Wyoming, Sullivan, Lycoming és Tioga megyékkel határos.

## Népesség
A megye népességének változása:
| Lakosok száma | 62 591 | 62 995 | 62 800 | 62 316 | 61 281 | 59 967 |
|               | 2010   | 2011   | 2012   | 2013   | 2015   | 2020   |